# 마이클 델
마이클 사울 델(영어: Michael Saul Dell, 1965년 2월 23일 ~)은 미국 비즈니스계의 거물, 사업가, 자선가, 작가이다. 개인용 컴퓨터(PC)의 세계적인 판매기업들 가운데 하나인 델의 창립자이자 CEO이다. 2012년 포브스 억만장자 목록에서 전 세계 41위의 부자로 순위를 올렸으며, 2014년 12월 기준으로 22,400,000,000 달러의 순재산액을 가지고 있다.